# Mort Cooper
Morton Cecil Cooper (Atherton, Misuri, 2 de marzo de 1913-Little Rock, Arkansas, 17 de noviembre de 1958), más conocido como Mort Cooper, fue un jugador profesional estadounidense de béisbol que se desempeñó en la posición de lanzador en las Grandes Ligas de Béisbol (MLB). Logró obtener el premio MVP (jugador más valioso).

## Carrera
Cooper jugó como profesional ocho temporadas en St. Louis Cardinals (1938-1945), después pasó a Boston Braves (1945-1947), luego a New York Giants (1947), posteriormente se unió a Chicago Cubs, donde jugó una temporada (1949), y fue el equipo en el que se retiró.

## Premios
Fue galardonado con el MVP (jugador más valioso) en una oportunidad (1942).